# En cada puerto un amor (film 1931)
En cada puerto un amor è un film del 1931 diretto da Carlos F. Borcosque e da Marcel Silver. La sceneggiatura si basa sul romanzo Way for a Sailor! di Albert Richard Wetjen pubblicato a New York nel 1928.
È la versione in spagnolo del film MGM Way for a Sailor, diretto nel 1930 da Sam Wood e interpretato da John Gilbert e Wallace Beery.

## Produzione
Le riprese del film, prodotto dalla Metro-Goldwyn-Mayer (MGM) con i titoli di lavorazione La ruta del marino e ¡Paso al marino!, durarono dal novembre al dicembre 1930.

## Distribuzione
Distribuito dalla Culver Export Corp. (ovvero dalla MGM), il film venne presentato in prima a New York il 27 marzo 1931.